# Maximilian Dörnbach
Maximilian Dörnbach (Heilbad Heiligenstadt, 14 december 1995) is een Duits baanwielrenner.

## Carrière
Dörnbach kende zijn eerste successen bij de junioren en werd driemaal Europees kampioen (tweemaal teamsprint en eenmaal sprint). hij werd in 2013 ook junioren wereldkampioen in de 1 km tijdrit. Bij de beloften won hij tweemaal de Europese titel op de 1 km tijdrit en eenmaal de teamsprint. Zijn eerste titel bij de elite was die van Duits kampioen in de teamsprint.
In 2015 volgde zijn eerste deelname aan het EK voor elite en werd hij vierde in de 1 km tijdrit. Twee jaar later in 2016 volgde een eerste WK bij de elite en een 10e plaats in de 1 km tijdrit. Hij werd vijfmaal Duits kampioen in de 1 km tijdrit, won zes keer het Duitse kampioenschap teamsprint, driemaal de sprint en eenmaal het keirin. Zijn beste resultaat op het EK is een zilveren medaille in 2022 in het keirin en twee bronzen medailles in de 1 km tijdrit in 2022 en 2023. Op het WK zijn drie keer vierde zijn beste resultaten.
In 2024 nam hij deel aan de Olympische spelen waar hij zesde werd in de teamsprint, 23e in het keirin en 24e in de sprint.

## Erelijst
| Jaar     | DK                                     | EK                                            | WK                                          | Overige                                                |
| -------- | -------------------------------------- | --------------------------------------------- | ------------------------------------------- | ------------------------------------------------------ |
| Junioren |                                        |                                               |                                             |                                                        |
| 2011     | sprint                                 |                                               |                                             |                                                        |
| 2012     | sprint · keirin · 1 km · teamsprint    | teamsprint · 4e 1 km tijdrit · 8e sprint      |                                             |                                                        |
| 2013     |                                        | sprint · teamsprint · 1 km                    | 1 km · teamsprint · 9e sprint               |                                                        |
| Beloften |                                        |                                               |                                             |                                                        |
| 2014     |                                        | teamsprint · 5e 1 km · 10e keirin             |                                             |                                                        |
| 2015     |                                        | 1 km · teamsprint · 5e keirin                 |                                             |                                                        |
| 2016     |                                        | 1 km · teamsprint · 9e keirin                 |                                             |                                                        |
| Elite    |                                        |                                               |                                             |                                                        |
| 2014     | teamsprint · 4e 1 km · 9e keirin       |                                               |                                             |                                                        |
| 2015     | 1 km · keirin · teamsprint · 8e sprint | 4e 1 km 24e keirin                            |                                             |                                                        |
| 2016     | 4e sprint                              |                                               | 10e 1 km                                    |                                                        |
| 2017     | 1 km · teamsprint · keirin · 5e sprint |                                               | 7e 1 km 13e keirin                          |                                                        |
| 2018     | 1 km · sprint · teamsprint · 5e keirin | 5e 1 km                                       | 19e keirin                                  |                                                        |
| 2019     | sprint · teamsprint · keirin · 1 km    | 10e 1 km                                      | 4e teamsprint 22e sprint                    |                                                        |
| 2020     |                                        |                                               | 6e 1 km                                     |                                                        |
| 2021     |                                        |                                               |                                             |                                                        |
| 2022     | 1 km · teamsprint · sprint             | keirin · 1 km · 5e teamsprint · 7e sprint     | 4e 1 km 4e teamsprint 24e sprint            |                                                        |
| 2023     | 1 km · sprint · keirin · teamsprint    | 1 km · 4e teamsprint · 7e sprint · 13e keirin | 5e 1 km 5e teamsprint 11e sprint 16e keirin |                                                        |
| 2024     | ploegachtervolging                     | 5e 1 km 5e teamsprint 8e keirin 12e sprint    |                                             | Olympische Spelen: 6e teamsprint 23e keirin 24e sprint |
| 2025     |                                        | keirin · tijdrit (1km)                        |                                             |                                                        |

## Ploegen
- 2017 –  Team Erdgas.2012
- 2018 –  Team Erdgas.2012
- 2019 –  Team Erdgas.2012
- 2020 –  Team TheedProjekt-Cycling